# Kanton Laon-Nord
Kanton Laon-Nord (fr. Canton de Laon-Nord) byl francouzský kanton v departementu Aisne v regionu Pikardie. Tvořilo ho devět obcí. Zrušen byl po reformě kantonů 2014.

## Obce kantonu
- Aulnois-sous-Laon
- Besny-et-Loizy
- Bucy-lès-Cerny
- Cerny-lès-Bucy
- Chambry
- Crépy
- Laon (severní část)
- Molinchart
- Vivaise